# 몰도바 자치 소비에트 사회주의 공화국

몰도바 자치 소비에트 사회주의 공화국의 기

몰도바 자치 소비에트 사회주의 공화국(러시아어:Молдавская Автономная Советская Социалистическая Республика, 루마니아어:Republica Socialistă Sovietică Autonomă Moldovenească)는 1924년 10월 12일부터 1940년 8월 2일까지 있었던 우크라이나 소비에트 사회주의 공화국 내의 자치 공화국(ACCP)이다. 수도는 발타(1924년~1929년), 티라스폴(1929년~1940년)이었다. 면적은 8,288㎢었고 인구는 599,150명(1939년)이었으며 민족구성은 우크라이나인 50.7% 몰도바인 28.5% 러시아인 10.2 유대인 6.2% 기타 4.4%이었다.

## 같이 보기
- 소련의 베사라비아·북부코비나 점령
- 카렐리야 자치 소비에트 사회주의 공화국